# Lycosa fulviventris
Lycosa fulviventris là một loài nhện trong họ Lycosidae.
Loài này thuộc chi Lycosa. Lycosa fulviventris được Kroneberg miêu tả năm 1875.